# Situjaya
Situjaya is een bestuurslaag in het regentschap Garut van de provincie West-Java, Indonesië. Situjaya telt 3239 inwoners (volkstelling 2010).